# Engyprosopon hawaiiensis
Engyprosopon hawaiiensis es una especie de pez de la familia Bothidae en el orden de los Pleuronectiformes.

## Hábitat
Es un pez de mar.

## Distribución geográfica
Se encuentra en las  costas de las Islas Hawaii.